# Jolanda Annen
Jolanda Annen née le 11 septembre 1992 à Schattdorf en Suisse est une triathlète et duathlète professionnelle championne de Suisse de duathlon en 2013 et de triathlon en 2015.

## Palmarès
Le tableau présente les résultats les plus significatifs (podium) obtenus sur le circuit international de triathlon et de duathlon depuis 2013.
| Année | Compétition                                     | Pays             | Position          | Temps           |
| ----- | ----------------------------------------------- | ---------------- | ----------------- | --------------- |
| 2019  | Coupe du monde - Étape de New Plymouth          | Nouvelle-Zélande | Médaille d'argent | 1 h 3 min 28 s  |
| 2019  | Jeux mondiaux militaires                        | Chine            | Médaille d'or     | 1 h 56 min 16 s |
| 2017  | Coupe du monde - Étape de Weihai                | Chine            | Médaille d'or     | 2 h 9 min 47 s  |
| 2017  | Coupe du monde - Étape sprint de Cagliari       | Italie           | Médaille d'or     | 1 h 2 min 4 s   |
| 2017  | Championnats d'Europe de triathlon sprint       | Allemagne        | Médaille d'argent | 1 h 3 min 38 s  |
| 2016  | Coupe du monde - Étape de Huatulco              | Mexique          | Médaille d'or     | 2 h 14 min 6 s  |
| 2015  | Coupe du monde - Étape de Tongyeong             | Corée du Sud     | Médaille d'argent | 2 h 1 min 6 s   |
| 2015  | Championnat de Suisse de triathlon (distance S) | Suisse           | Médaille d'or     | 50 min 0 s      |
| 2015  | Coupe du monde - Étape de Huatulco              | Mexique          | Médaille d'argent | 1 h 6 min 46 s  |
| 2013  | Championnat de Suisse de duathlon (distance S)  | Suisse           | Médaille d'or     | 1 h 40 min 1 s  |